# Союз сельской молодёжи (Польша)
Союз сельской молодёжи Польской Республики «Вичи» или просто «Вичи» (пол. «Wici», Związek Młodzieży Wiejskiej RP «Wici», ZMW RP «Wici») — крестьянская реформистская демократическая организация молодёжи Польши и Западной Белоруссии в 1928—48 годах.
Основана группой деятелей Центрального союза сельской молодёжи (пол. Centralny Związek Młodzieży Wiejskiej, CZMW). В Главное управление «Вичей» входили Д. Заленский, Л. Лютык, И. Нетько и др. В 1929 году насчитывалось 22 тысячи членов, в 1938 — около 100 тысяч членов. С 1931 года занял антиправительственную позицию. Местные организации «Вичей» сотрудничали с комсомольскими организациями, участвовали в антифашистских выступлениях 1936-37 годов. В 1948 году «Вичи» совместно с иными ультралевыми и левыми организациями молодёжи объединился в Союз польской молодёжи.